# 騰訊濱海大廈
騰訊濱海大廈，位于中华人民共和国广东省深圳市南山区科技園南区，是著名科技企業騰訊的辦公大樓及研發基地，與騰訊大廈，及位于科兴科技园的办公区組成騰訊的企業總部园区。

## 历史
項目於2012年動工，2015年2月5日封頂，並於2017年11月28日由騰訊主席馬化騰主持開幕典禮。

## 建築特色

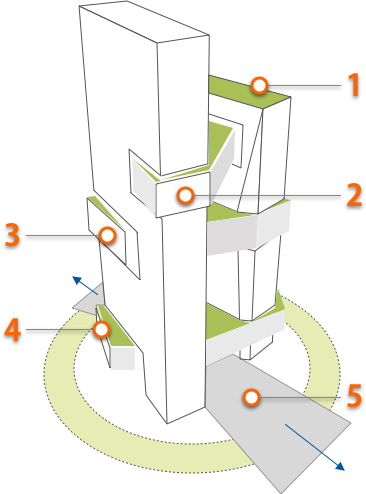
滨海大厦设计中的空间设计理念，1：绿色屋顶；2：知识链接；3：健康链接；4：文化链接；5：社区链接

騰訊濱海大廈由38層的北塔及50層的南塔組成，分別高194.8米及245.8米。兩座大樓在3-5樓、22-25樓及35-37樓連接，並分別命名為「文化連接層」、「健康連接層」及「知識連接層」，以容納員工共享工作及消遣空間。值得一提的是，在23樓健康連接層，設有一條長300米的環型跑道，是全國最高的室內田徑跑道。
兩幢大樓均採用由迅達生產的高速升降機，安裝了由迅達與騰訊合作開發的特別版PORT智能分配系統，員工僅需憑已登記的手機號碼，並使用已綁定此大廈PORT系統的微信即可召喚升降機。
大樓辦公室全部均由騰訊自用，面積為騰訊原來寫字樓面積的四倍，可容納12000名員工同時工作。
在環保設計方面，除了按照附近微氣候設計以減少冷氣使用，大樓內電腦機房產生的餘熱亦被加以運用，用作加熱「健康連接層」內恆溫游泳池的池水。

## 建設歷程
- 2010年4月，騰訊透過土地拍賣，投得本項目所在的南山科技園T204-0072土地地上權，為期40年。
- 2011年11月21日下午，騰訊濱海大廈舉行奠基儀式，地基工程隨即動工。
- 2014年1月，兩幢大樓核心筒開始安裝抬模，上蓋工程正式開始。
- 2015年2月5日，騰訊濱海大廈封頂。
- 2017年11月28日，騰訊濱海大廈正式揭幕啟用。

## 电梯配置
腾讯滨海大厦电梯配置列表（一律采用迅达高速升降机，并配备该公司的PORT4.2智能分配系统，且可通过绑定后的微信小程序进行呼梯操作）
- NA01-NA08（8部来往于北座7/F-19/F之电梯）：1-5、7-9、11-19（NA07、NA08可停22/F-25/F、35/F-38/F）
- NC01-NC03（3部北座停车场专用电梯）：B4-B1、1-5
- ND01-ND06（6部来往于北座23/F-37/F之电梯）：23-33、35-37（ND03、ND04可停38/F）
- NH01-NH06（6部来往于北座7/F-37/F之电梯）：1-5、7-20、22-33、35-37（NH03、NH04可停38/F）
- NK01（1部北座文化连接层专用电梯）：B4、1、3
- NS01-NS02（2部北座消防及载货电梯）：B4-B1、1-38
- NT01（1部北座知识连接层专用电梯）：34-37
- SA01-SA08（8部来往于南座4/F-13/F之电梯）：1、4-13（SA07、SA08可停2/F-3/F、24/F-25/F、35/F-37/F）
- SC01-SC08（8部来往于南座7/F-46/F之电梯）：1-5、7-20、22、24-33、35-46（SC05、SC06、SC07可停48/F，SC08不停46/F）
- SD01-SD03（3部南座停车场专用电梯）：B4-B1、1-5
- SE01-SE06（6部来往于南座35/F-48/F之电梯）：35-46、48
- SF01-SF06（6部来往于南座24/F-46/F之电梯）：24-25、35-46
- SH01-SH08（8部来往于南座14/F-20/F之电梯）：1、4-5、14-20（SH07、SH08可停3/F、24/F-25/F、35/F-37/F）
- SK01（1部南座文化连接层专用电梯）：B4、1、3
- SS01（1部南座消防服务电梯）：B4-B1、1-50
- SS02（1部南座大型载货电梯）：B4-B1、1-50
- ST01（1部南座健康连接层专用电梯）：21-25
- SV01（1部南座行政人员专用电梯）：B3-B1、1-5、7-20、22-33、35-46、48
- SV02（1部南座行政人员办公室专用电梯）：48-50